# Postini
Pour l’article homonyme, voir Postini (entreprise).
Postini est un service faisant partie de l'offre Google Apps. il permet aux utilisateurs de ce service de filtrer les mails qu'ils reçoivent avant qu'ils arrivent sur leurs serveurs, éliminant ainsi en amont les pourriels, les virus et autres éléments non désirés. Ce service s'interface avec Gmail, pour permettre la gestion avancée de la messagerie.